# カリフォルニア・クライシス 追撃の銃火
『カリフォルニア・クライシス 追撃の銃火』（カリフォルニア・クライシス ついげきのひばな）は、1986年7月21日に松竹CBS/FOXビデオより発売されたOVA。キャッチコピーは、「いま、アニメ・シーンに新しい風!!」。
日本における普通のセルアニメとは異なり、普通のデジタルアニメと同様、人物の色や影の指定に用いる色トレスを実線トレスで行うなど、メリハリの強い画面作りが行われている。

## ストーリー
サンディエゴで暮らす青年ノエラは、仕事のために愛車に乗り込み、ロサンゼルスに向かっていた。その途中、トレーラーと軍用車の銃撃戦に遭遇したノエラは、「面倒事に巻き込まれるのは御免だ」と同じくその場に居合わせた少女マーシャと共に逃げ出す。
ノエラとマーシャは無事に逃げることに成功するが、マーシャがトレーラーから謎の球体を持ち出していたことから、そのまま軍に追われることになってしまう。2人が触れると、その球体はデスヴァレーの光景を映し出す。実は、その球体は前日に空から落ちて来たUFOから発見された「スペース・マインド」と呼ばれるものであり、アメリカ・ソ連の両国が狙っている重要機密だったのである。事態の大きさを理解して焦るノエラを尻目に、「UFOを見つけてビッグになる」と意気込むマーシャは嫌がるノエラを言い包め、軍の追跡を振り切りつつ一路デスヴァレーへ向かう。

## 登場人物
ノエラ
サンディエゴで暮らす青年。独身貴族。ハイスクール時代は「サンディエゴ一」と呼ばれたバスケット・チームのメンバーだった。
ロサンゼルスに向かう途中で、「スペース・マインド」を巡る騒動に巻き込まれてしまう。消極的な性格で騒動に関わることを嫌がり、一旦はマーシャを突き放すが、2人とも軍に命を狙われていることを知り、観念して共にデスヴァレーに向かう。
マーシャ
サンディエゴで暮らす少女。猫のフニャと一緒に生活している。
「アメリカン・ドリーム」を夢見てロサンゼルスに向かう途中で、「スペース・マインド」を巡る騒動に巻き込まれてしまう。好奇心が強く、ノエラを言い包めて共にデスヴァレーに向かう。
ジャック・ヴァロー
アメリカ空軍軍曹。ハイスクール時代のノエラの親友で、クラス一の秀才だった。
カイン大佐の命令で「スペース・マインド」の回収を図る。親友想いの性格をしているが、任務に私情を挟むことはせず、ノエラとマーシャの命を狙う。
カイン
アメリカ空軍大佐。宇宙軍の創設に尽力した人物だが、現在はエドワーズ空軍基地に左遷されている。
ソ連よりも先に「スペース・マインド」を手に入れようとしており、秘密を知ったノエラとマーシャの命を狙う。

## キャスト
- ノエラ - 安原義人
- マーシャ - 冨永みーな
- ジャック・ヴァロー - 塩沢兼人
- カイン大佐 - 富田耕生
- 中古車屋 - 藤城裕士
- DJ - 大林隆介
- アナウンサー - 鵜飼るみ子
- 兵士 - 小林通孝
- ダッジの男 - 佐藤正治
- マスター - 大滝進矢

## スタッフ
- 総合プロデューサー - 芝崎寛政
- プロデューサー - 栃平吉和
- 監督、脚本 - 西久保瑞穂
- キャラクターデザイン、作画監督 - 奥田万つ里
- 美術監督 - 新井寅雄
- 美術助手 - 山本順子
- 色彩設定 - 佐藤久美子
- 撮影監督 - 池上元秋
- 編集 - 森田清次、坂本雅紀、森田編集室
- 音響監督 - 松浦典良
- 音楽 - 栗原正己
- 特殊効果 - 阿部郷
- 効果 - 伊藤克己、今野康之（スワラ・プロ）
- 録音 - 大塚晴寿
- 音響助手 - 渡辺淳
- 主題歌、挿入歌 - 美穂「CALIFORNIA CRISIS」「NEXT MOVE」「HEARTBEAT」「STREETS ARE HOT」「EYES」[2]
- 企画、制作 - ヒロメディア、スタジオ・ユニコーン
- 発売 - 松竹CBS/FOXビデオ